# Bollingstedt
Bollingstedt (dänisch: Bolingsted) ist eine Gemeinde im Kreis Schleswig-Flensburg in Schleswig-Holstein.

## Geografie
Die südschleswigsche Gemeinde Bollingstedt liegt in einem waldreichen Teil der Schleswigschen Geest. Die Gemeinde wird durch die Bollingsteder Au, das Bollingstedter Moor und den Mühlenteich geprägt. Der Ortsteil Gammellund liegt am Gammellunder See.
Beekholt (dänisch Bøgholt), Bollingstedt-Lund, Engbrück (dänisch Engbro), Gammellund, Görrisau (dänisch Gørreså, auch Køså), Süderfeld (dänisch Søndermark) und Westerschau (dänisch Vesterskov) liegen im Gemeindegebiet.

## Geschichte
Der Ortsname Bollingstedt ist erstmals 1196 schriftlich dokumentiert (Dipl. dan. 1, 3, 216). Im Jütländischen wird er Bollengstej (Angeldänisch) oder Bollengste (Fjoldemål) ausgesprochen. Der Ortsname ist entweder eine Ableitung vom Personennamen Ballung, der sich vom Altsächsischen bald (≈ kühn) herleitet oder geht auf den Personennamen Boling (vgl. Bolungarvik in Island) zurück, der wiederum auf altnordisch bolungr (≈ Holzstapel) zurückgeht. Gammellund wurde erstmals 1305 erwähnt und bedeutet altes lichtes Gehölz, alter Hain zu dän. Gammel (≈ alt) und -lund (≈ Hain, lichtes Gehölz).
In der dänischen Zeit bis 1864 gehörte Bollingstedt mit Engbrück und Westerschau zum Kirchspiel Eggebek innerhalb der Uggelharde (Amt Flensburg), während Gammellund zum Kirchspiel Sankt Michaelis innerhalb der Arensharde (Amt Gottorf) gehörte.
Bei Unterhaltungsarbeiten in den Jahren 1975 und 1976 am Bollingstedter Mühlenteich wurden alte Holzpfähle gefunden. Einer befindet sich heute (2019) am Nordufer des Mühlenteiches in Verbindung mit einer Metallbank. Dieser Pfahl wurde dendrochronologisch auf das Jahr 1316 datiert und ist vermutlich ein Teilstück einer Turmhügelburg, die nach dem Aufstauen des Mühlenteiches im 15. Jahrhundert im Wasser versunken war.
Bollingstedt wurde im Wettbewerb Unser Dorf soll schöner werden seit 1961 dreizehnmal ausgezeichnet, Gammellund zehnmal. Als Bollingstedt 1963 Bundessieger wurde, besuchte Bundespräsident Heinrich Lübke den Ort im Rahmen des Wettbewerbes.

## Eingemeindung
Die ehemaligen Gemeinden Gammellund und Bollingstedt lösten sich zum 1. Juli 1976 durch Beschluss der Gemeindevertretungen auf und bildeten in den Grenzen des Gebietsstandes der beiden ehemaligen Gemeinden zum 1. August 1976 die neue Gemeinde Bollingstedt. Grund hierfür waren Empfehlungen des damaligen Landrates auf Anregung des Innenministeriums, demnach Kleinstgemeinden die ihnen gestellten Aufgaben nicht mehr erfüllen könnten.

## Politik

### Gemeindevertretung
Bei der Kommunalwahl am 14. Mai 2023 wurden insgesamt 15 Sitze vergeben. Von diesen erhielt die Aktive Wählergemeinschaft Gammellund sieben Sitze, die CDU und die Kommunale Wählervereinigung Bollingstedt je drei Sitze und der SSW zwei Sitze.

### Wappen
Blasonierung: „Gesenkt geteilt von Gold und Blau. Oben drei aufrechte grüne Eichenblätter nebeneinander, das mittlere mit zwei Eicheln, unten an der Teilung ein unterhalbes, achtspeichiges silbernes Mühlrad.“
Von besonderer Bedeutung für den Ort war seit dem Mittelalter die Wassermühle an der Bollingstedter Au mit dem ausgedehnten Mühlenteich, der wohl als Teil einer Burganlage anzusehen ist. Das halbe Mühlrad im Wappen von Bollingstedt bezieht sich sowohl auf die Mühle selbst als auch auf deren erste nachweisbare Besitzer. Es kennzeichnet den Gemeindeteil Bollingstedt auch insofern, als die jüngste Ortserweiterung nördlich vom Mühlenteich erfolgt ist. Die Eicheln und die Eichenblätter nehmen Bezug auf den Ortsteil Gammellund. Der Namensbestandteil „gammel“ bedeutet im dänischen „alt“ und „lund“ „Wald, Hain“. Gammellund bezeichnet also einen „alten Wald“, und dies ist der heute noch im Gemeindegebiet vorhandene Eichenwald.

## Verkehr
Durch das Gemeindegebiet verläuft die Bahnstrecke Neumünster–Flensburg und die A 7. Auf dem Streckenabschnitt zwischen den Bollingstedt und Tarp befindet sich ein Autobahn-Behelfsflugplatz, der teilweise zurückgebaut wurde. Er wurde von der NATO im Kalten Krieg als „Bollingstedt Highway Strip“ geführt, obwohl er größtenteils in der Nachbargemeinde Sieverstedt liegt. Der Notlandeplatz diente der Absicherung des nachliegenden und inzwischen geschlossenen Fliegerhorst Eggebek.
Erreichbar ist die Gemeinde im Norden über die Anschlussstelle Tarp (4) der A 7 und im Süd-Osten über die zur L 317 herabgestufte ehemalige B 76, die in Schuby Anschluss an die A 7 nach Süden und die B 201 nach Westen bietet.

## Wirtschaft
In der ursprünglich landwirtschaftlich geprägten Gemeinde siedelten sich immer mehr Gewerbebetriebe an. Allerdings hat von den ursprünglich drei Gaststätten in der Gemeinde keine überlebt.
Im Juni 2025 wurde einer der größten Batteriespeicher für „Produktionsüberschüsse aus Wind- und Solarenergie“ in Bollingstedt in Betrieb genommen. Laut Betreiber hat die Anlage eine Leistung von 103,5 Megawatt und eine Speicherkapazität von 238 Megawattstunden.
Er speichert überschüssigen Windstrom und Solarstrom und kann 170.000 Haushalte zwei Stunden lang mit Strom beliefern.

## Persönlichkeiten
Der letzte katholische Bischof von Schleswig Gottschalk von Ahlefeldt (1475–1541) starb auf Gut Bollingstedt. Der Fußballprofi Jan-Ingwer Callsen-Bracker (* 1984) spielte in seiner Jugend beim TSV Bollingstedt.